# غاري ستيفنز (لاعب كرة قدم أمريكية)
غاري ستيفنز (بالإنجليزية: Gary Stevens)‏ هو لاعب كرة قدم أمريكية أمريكي، ولد في 19 مارس 1943.